# Stephen Copp
Stephen Emmanuel Copp (ur. 23 czerwca 1976 w Fällfors) – szwedzki snowboardzista. Jego najlepszym wynikiem olimpijskim jest 15. miejsce w gigancie równoległym na igrzyskach w Salt Lake City. Na mistrzostwach świata jego najlepszym wynikiem jest 5. miejsce w gigancie równoległym na mistrzostwach w Berchtesgaden. Najlepsze wyniki w Pucharze Świata osiągnął w sezonie 1999/2000, kiedy to był piąty w klasyfikacji generalnej. W sezonie 2001/2002 był trzeci w klasyfikacji giganta.
W 2002 r. zakończył karierę.

## Sukcesy

### Igrzyska olimpijskie
| Miejsce | Dzień     | Rok  | Miejscowość    | Konkurencja       | Zwycięzca       |
| ------- | --------- | ---- | -------------- | ----------------- | --------------- |
| 18.     | 8 lutego  | 1998 | Nagano         | Gigant            | Ross Rebagliati |
| 15.     | 15 lutego | 2002 | Salt Lake City | Gigant równoległy | Philipp Schoch  |

### Mistrzostwa Świata
| Miejsce | Dzień       | Rok  | Miejscowość          | Konkurencja       | Zwycięzca           |
| ------- | ----------- | ---- | -------------------- | ----------------- | ------------------- |
| 36.     | 22 stycznia | 1997 | San Candido          | Gigant            | Thomas Prugger      |
| 14.     | 23 stycznia | 1997 | San Candido          | Slalom            | Bernd Kroschewski   |
| 21.     | 25 stycznia | 1997 | San Candido          | Slalom równoległy | Mike Jacoby         |
| 27.     | 26 stycznia | 1997 | San Candido          | Snowboardcross    | Helmut Pramstaller  |
| 11.     | 13 stycznia | 1999 | Berchtesgaden        | Gigant            | Markus Ebner        |
| 5.      | 14 stycznia | 1999 | Berchtesgaden        | Gigant równoległy | Richard Richardsson |
| DNF     | 15 stycznia | 1999 | Berchtesgaden        | Slalom równoległy | Nicolas Huet        |
| 75.     | 22 stycznia | 2001 | Madonna di Campiglio | Gigant            | Jasey-Jay Anderson  |
| DNF     | 24 stycznia | 2001 | Madonna di Campiglio | Gigant równoległy | Nicolas Huet        |
| 18.     | 26 stycznia | 2001 | Madonna di Campiglio | Slalom równoległy | Gilles Jaquet       |
| DNS     | 28 stycznia | 2001 | Madonna di Campiglio | Snowboardcross    | Guillaume Nantermod |

### Puchar Świata

#### Miejsca w klasyfikacji generalnej
- 1996/1997 – 67.
- 1997/1998 – 15.
- 1998/1999 – 15.
- 1999/2000 – 6.
- 2000/2001 – 15.
- 2001/2002 – 13.

#### Miejsca na podium
1. Lienz – 14 stycznia 1998 (Slalom równoległy) – 1. miejsce
2. Zell am See – 13 listopada 1998 (Slalom równoległy) – 3. miejsce
3. Tandådalen – 20 listopada 1998 (Gigant równoległy) – 3. miejsce
4. Sestriere – 30 listopada 1998 (Gigant równoległy) – 2. miejsce
5. Berchtesgaden – 14 stycznia 2000 (Gigant równoległy) – 2. miejsce
6. Gstaad – 19 stycznia 2000 (Gigant) – 1. miejsce
7. Gstaad – 10 stycznia 2001 (Gigant) – 2. miejsce
8. Ischgl – 1 grudnia 2001 (Gigant równoległy) – 2. miejsce
9. Valle Nevado – 8 września 2001 (Gigant równoległy) – 3. miejsce
10. Bardonecchia – 20 stycznia 2002 (Gigant równoległy) – 3. miejsce

- W sumie 2 zwycięstwa, 4 drugie i 4 trzecie miejsca.